# Dziekanów (gmina)
Dziekanów (do 1918 Hrubieszów) – dawna gmina wiejska istniejąca w latach 1918–1936 w woj. lubelskim. Siedzibą gminy był Dziekanów.
Gmina Dziekanów powstała w 1918 roku w powiecie hrubieszowskim z obszaru dotychczasowej gmina Hrubieszów.
W 1919 roku gmina weszła w skład woj. lubelskiego. W 1924 roku w skład gminy wchodziły: Antonówka folwark; Białoskóry wieś; Borodyca wieś; Czerniczyn wieś; Dziekanów folwark i wieś; Gołębowice leśniczówka; Jakubówka folwark; Kazimierówka folwark; Łotoszyn folwark, kol.; Makowszczyzna folwark; Michałówka kol.; Moroczyn folwark i wieś; Pobereżany wieś; Szpikołosy folwark, wieś; Szwajcary kol.; Świerszczów folwark i wieś; Tarasówka kol.; Teptiuków folwark, wieś; Wolica Podhorecka wieś; Wójtostwo kol. Gmina stanowiła wąski, podłużny pas na północ od Hrubieszowa, oddzielający gminy Moniatycze i Horodło, na północy sięgający gminy Białopole; do gminy należała też niewielka eksklawa położona na południe od Hrubieszowa. Do 1933 roku ustrój gminy Dziekanów kształtowało zmodyfikowane prawo zaborcze.
16 lipca 1930 z gminy Dziekanów wyłączono Antonówkę, Pobereżany, Pobereżany Prywatne, Makowszczyznę, Michałówkę, Teresówkę, Wójtostwo, Sławęcin, Młyn Parowy, grunta Towarszystwa Rolniczego im. St. Staszica oraz kolonię Nieskuszce z sołectwa Dziekanów, włączające je do miasta Hrubieszowa.
Tak terytrorialnie okrojona jednostka przetrwała do 1936 roku. 1 kwietnia 1936 została zniesiona, a jej obszar włączony do gmin: Mieniany (gromady Białoskóry, Dziekanów, Szpikołosy, Świerszczów i Teptiuków) i Moniatycze (gromady Brodnica, Czerniczyn i Wolica).